# 巴罗梅尼勒
巴罗梅尼勒（法語：Baromesnil，法語發音：[baʁɔmenil]）是法国滨海塞纳省的一个市镇，属于迪耶普区。

## 地理
巴罗梅尼勒（49°59'12"N, 1°24'40"E）面积7.98 平方千米，位于法国诺曼底大区滨海塞纳省，该省份为法国北部沿海省份，其西部及北部濒大西洋英吉利海峡，东起顺时针与索姆省、瓦兹省、厄尔省和卡爾瓦多斯省接壤。
与巴罗梅尼勒接壤的市镇（或旧市镇、城区）包括：耶尔河畔屈韦维尔、圣马丹勒加亚尔、圣皮埃尔昂瓦勒。

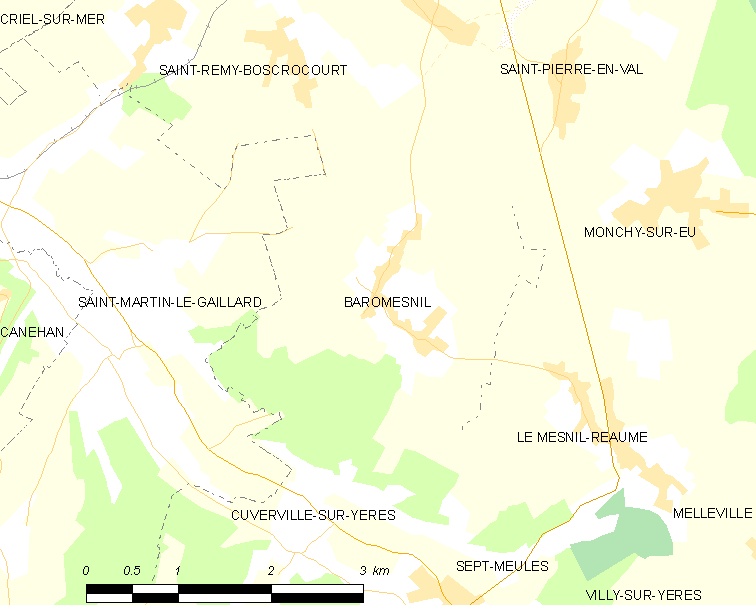
巴罗梅尼勒的OSM定位图

巴罗梅尼勒的时区为UTC+01:00、UTC+02:00（夏令时）。

## 行政
巴罗梅尼勒的邮政编码为76260，INSEE市镇编码为76058。

## 政治
巴罗梅尼勒所属的省级选区为厄镇县。

## 人口

1962-2008年间巴罗梅尼勒人口变化图示

巴罗梅尼勒于2022年1月1日时的人口数量为212人。